# ピーピー・ドーン島
座標: 北緯7度44分36.5秒 東経98度46分32.3秒 / 北緯7.743472度 東経98.775639度

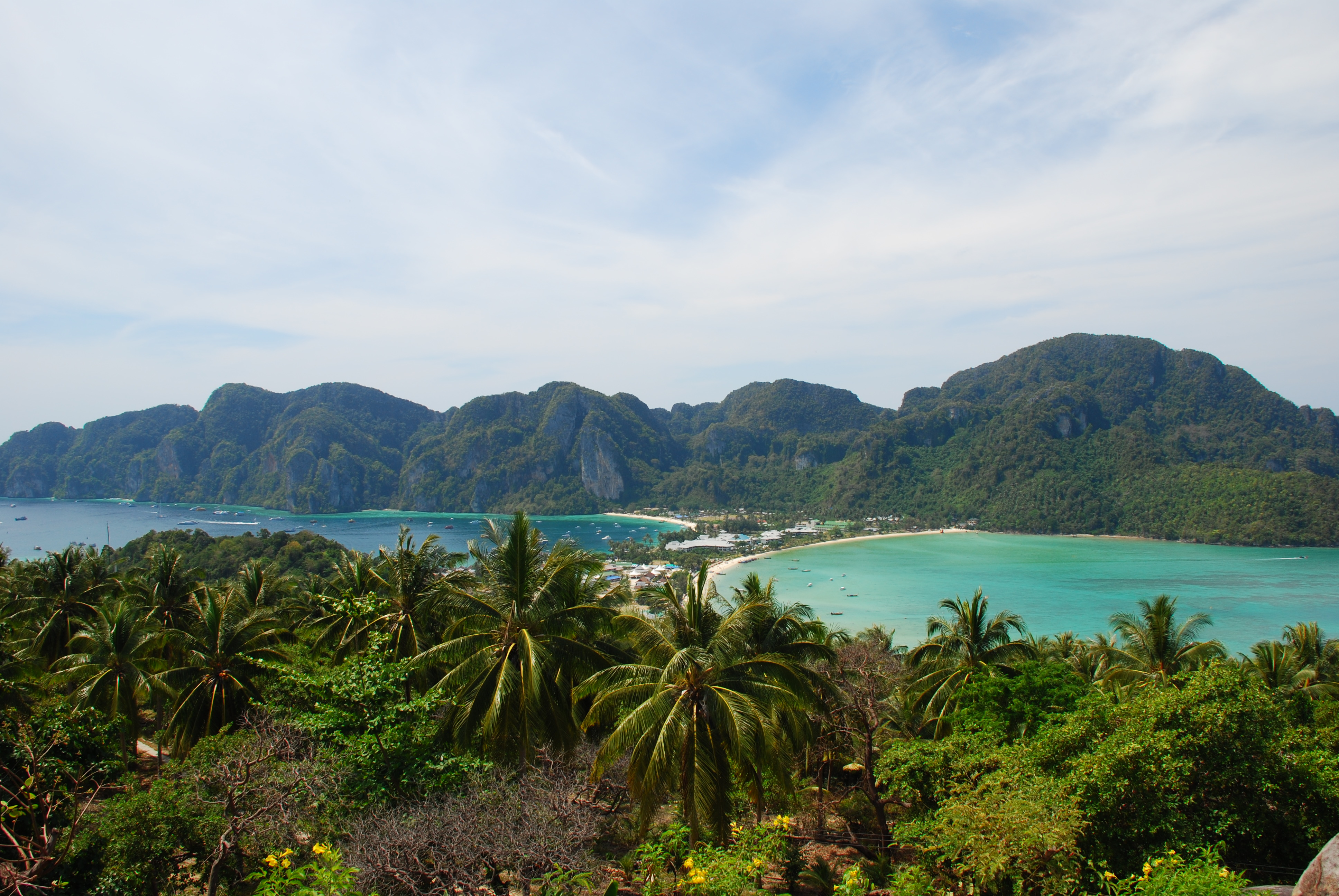
ピーピー・ドーン島

ピーピー・ドーン島（ピーピー・ドーンとう）は、タイ南部にあるピーピー諸島の主要な島で、同諸島唯一の有人島である。アンダマン海にあり、日本ではピピ島、ピピ・ドン島、ピーピー島とも表記する。
島にあるマヤ湾は観光地として知られ、映画『ザ・ビーチ』のロケーション撮影地となった。

## 地理
ピーピー・ドーン島は石灰石でできており、火山島ではない。島には岩石の山のようなものが東西に二つあり、その間を砂が埋めて島の平地部分を形成している。この平地部分は人の居住地となっており、観光客の宿泊施設などもここにある。
島のほかのビーチにも宿泊施設が点在しているが、車道がないので自動車は事実上存在せず、ロングボートでの海からの交通に強く依存している。

## 環境問題
ピーピー・ドーン島はハート・ノッパラット＝ピーピー諸島海洋国立公園の登録地域にあるが、漁業や観光による環境破壊に悩まされてきた。一時期は爆弾漁法により海底のサンゴ礁が打撃を受けた。観光客の増加に伴い、山を切り開いて宿泊施設を建てることも行われ、陸地の破壊も進んだ。ダイビングやスノーケリングのスポットとして注目を集めてからは、爆弾漁法は影をひそめたものの、各島やビーチを巡るツアーが非常に盛んになったため、ボートの錨によるサンゴ礁破壊が深刻になっている。
マヤ湾は『ザ・ビーチ』のヒットにより一時は1日5000人が訪れて環境が破壊され、タイ政府は2018年6月に立ち入りを禁止した'。2022年1月に観光は再開されたが、浜辺や遊歩道への立ち入りは1日4000人までに抑えられ、遊泳は禁止されている。